# 20e congresdistrict van Californië

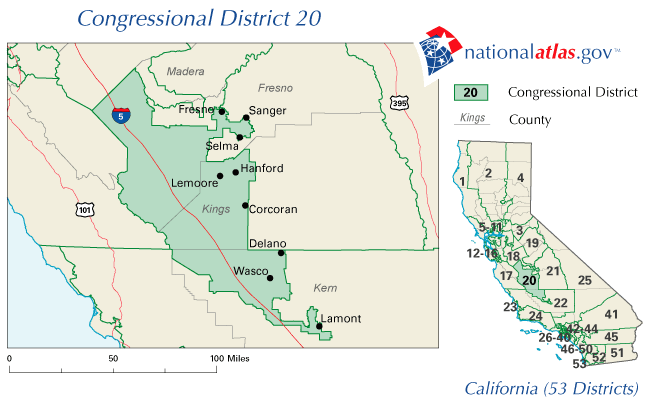
Kaart van het 20e congresdistrict van Californië

Het 20e congresdistrict van Californië, vaak afgekort als CA-20, is een kiesdistrict voor het Amerikaanse Huis van Afgevaardigden. Het district omvat sinds 1993 een gebied in het midden van de staat Californië. Sinds 2003 bestaat het 20e district uit het westelijke deel van Fresno County, het noordwesten van Kern, en Kings in zijn volledigheid. Steden in het district zijn Corcoran, Delano, Fresno grotendeels, Hanford, Lamont, Lemoore, Sanger, Selma en Wasco, die allemaal in de Central Valley liggen. Zo'n 91% van de bevolking woont in een stedelijke omgeving. Het district wordt gedomineerd door een meerderheid van Hispanics, die 63% van de bevolking uitmaken.
Sinds 2005 wordt het district door de Democraat Jim Costa vertegenwoordigd. Costa werd in 2010 voor de derde keer herverkozen, met 51,71% van de stemmen, een beduidend minder resultaat dan de voorgaande verkiezingen.
Het district is al gematigd Democratisch sinds 1993. In de meest recente presidentsverkiezingen behaalden de Democratische kandidaten de overwinning. Barack Obama overtuigde in 2008 59,6% van de kiezers. John Kerry behaalde een nipte overwinning in 2004 met 50,6% van de stemmen. In 2000 versloeg Al Gore zijn tegenstander George W. Bush in het 20e district met 49,6% tegen 47,6%.